# Ружица (Шуменская область)
Ружица (болг. Ружица) — село в Болгарии. Находится в Шуменской области, входит в общину Никола-Козлево. Население составляет 335 человек.

## Политическая ситуация
В местном кметстве Ружица, в состав которого входит Ружица, должность кмета (старосты) исполняет Ердинч Ахмед Ямук (Движение за права и свободы (ДПС)) по результатам выборов правления кметства.
Кмет (мэр) общины Никола-Козлево — Турхан Фахредин Каракаш Движение за права и свободы (ДПС)) по результатам выборов в правление общины.